# Charlie Kirk
Charles James "Charlie" Kirk (Chicago, Illinois, 14 oktober 1993) is een Amerikaanse politieke activist, oprichter van Turning Point USA (TPUSA), een organisatie die zich richt op het bevorderen van conservatieve waarden onder jongeren. Hij wordt gezien als een prominente figuur binnen de Amerikaanse rechtse beweging en staat bekend om zijn uitgesproken steun voor het conservatieve beleid van president Donald Trump.
Kirk richtte Turning Point USA op in 2012, met als doel jongeren te onderwijzen over kapitalisme, beperkte overheid en vrijheid van meningsuiting. De organisatie heeft zich gepositioneerd als een belangrijke speler in het mobiliseren van jonge conservatieven, met duizenden studentengroepen op universiteiten in de VS.
Naast zijn werk met TPUSA is Kirk actief als spreker en mediafiguur. Hij heeft verschillende boeken geschreven en verschijnt regelmatig in de media, zoals Fox News, waar hij zijn conservatieve standpunten deelt. Zijn invloed binnen de Republikeinse Partij is aanzienlijk, en hij wordt vaak genoemd als een vertegenwoordiger van de Amerikaanse rechtse jeugd.
Kirk heeft echter ook veel kritiek ontvangen, vooral vanwege zijn stellingname over onderwerpen als klimaatverandering, racisme en de rol van de overheid in het leven van Amerikanen. Zijn positie in de Amerikaanse politieke arena blijft onderwerp van debat.